# 中国可再生能源学会
中国可再生能源学会是中华人民共和国可再生能源科技工作者组成的全国性、学术性、非营利性社会团体，由中国科学技术协会主管，前身为1979年9月成立的中国太阳能学会，2006年改为现名。